# Josef Röhrig
Josef Röhrig (Zündorf, 28 febbraio 1925 – Colonia, 12 febbraio 2014) è stato un calciatore tedesco, di ruolo centrocampista.